# John Hamilton, 2. Lord Belhaven and Stenton

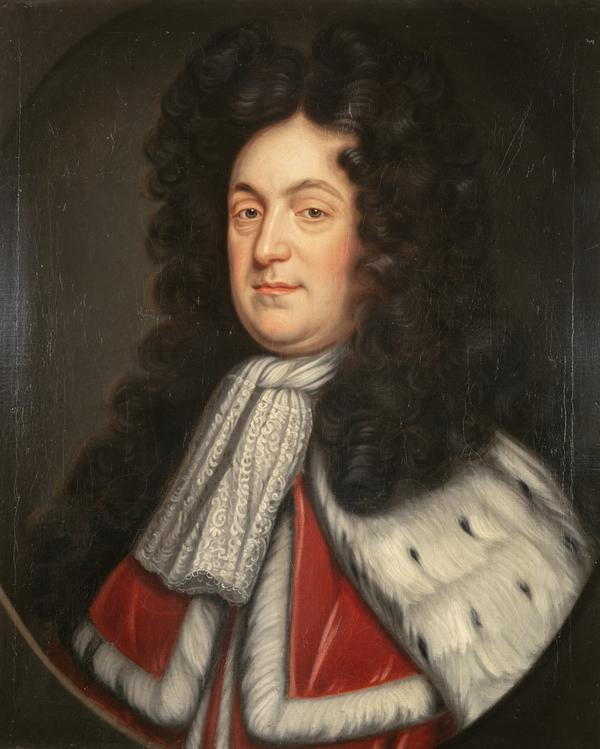
John Hamilton, 2. Lord Belhaven and Stenton

John Hamilton, 2. Lord Belhaven and Stenton (* 5. Juli 1656; † 21. Juni 1708 in London), war ein schottischer Adliger und Politiker.

## Leben
Er entstammte der Familie Hamilton und war der ältere Sohn von Robert Hamilton, Lord Pressmennan († 1695), und dessen Gattin Marion Denholm. Sein Vater führte als Richter am Court of Session ab 1689 einen nicht-erblichen Lord-Titel.
1674 heiratete er Margaret Hamilton, die älteste Tochter seines Onkels zehnten Grades, Sir Robert Hamilton, 1. Baronet († 1670). Mit ihr hatte er zwei Söhne:
- John Hamilton, 3. Lord Belhaven and Stenton († 1721);
- James Hamilton († 1732).

Beim Tod seines Onkels sechsten Grades und zugleich Großvater seiner Gattin, John Hamilton, 1. Lord Belhaven and Stenton, erbte er am 17. Juni 1679 aufgrund einer besonderen Erbregelung dessen 1647 geschaffenen Adelstitel Lord Belhaven and Stenton. Er wurde dadurch Mitglied des schottischen Parlaments.
1681 wurde er zeitweise inhaftiert, da er sich im Parlament abfällig über James, Duke of York, den späteren König Jakob II., geäußert hatte. Während der Glorious Revolution 1689 gehörte er zu den Parlamentariern, die Wilhelm von Oranien einluden, die Regierung Schottlands zu übernehmen, und kämpfte im Juli 1689 auf dessen Seite in der Schlacht von Killiecrankie gegen die Jakobiten.
Ab 1695 war er einer der Direktoren der Company of Scotland, die im Darién-Projekt erfolglos versuchte, eine schottische Kolonie in Panama zu etablieren. Das katastrophale Scheitern des Projekts brachte Schottland in den folgenden Jahren an den Rand des Staatsbankrotts und beförderte so den Zusammenschluss Schottlands mit England zum Königreich Großbritannien. Zusammen mit Andrew Fletcher war er einer der entschiedensten Gegner dieser Union und setzte sich im Parlament energisch gegen diese ein. Seine im November 1706 gehaltene Parlamentsrede gegen die Union weckte große öffentliche Aufmerksamkeit. Er konnte den Act of Union 1707 nicht verhindern.
1708 wurde er unter dem Verdacht inhaftiert, sich für eine französische Invasion einzusetzen. Er starb wenig später in einem Gefängnis in London. Ihn beerbte sein älterer Sohn John.